# Медьма (річка)
Медьма́ (рос. Медьма) — річка в Росії, ліва притока Пизепу. Протікає територією Кезького району Удмуртії.
Річка починається на східній околиці присілку Медьма. Тече спочатку на південь з невеликим відхиленням на південний схід. В районі присілку Асан річка повертає на південний захід і тече в такому напрямку майже до самого гирла. Останній кілометр течія спрямована на захід. Впадає до Пизепу нижче колишнього присілку Саватеєво. Місцями береги річки заліснені та заболочені. Приймає декілька дрібних струмків.
Над річкою розташовано присілок Медьма.